# 查普曼-科尔莫戈罗夫等式
在数学之概率论中，尤其是随机过程理论中，查普曼-科尔莫戈罗夫等式是一个重要的结论。它将一个随机过程的几个不同维的联合分布函数联系在一起。
假设 { fi } 是一个随机过程，即一个随机变量集合（每个元素对应一个只命名不排序的索引）。
记
{\displaystyle p_{i_{1},\ldots ,i_{n}}(f_{1},\ldots ,f_{n})}
为从f1到fn的各随机变量的联合分布函数，则查普曼-科尔莫戈罗夫等式为：
{\displaystyle p_{i_{1},\ldots ,i_{n-1}}(f_{1},\ldots ,f_{n-1})=\int _{-\infty }^{\infty }p_{i_{1},\ldots ,i_{n}}(f_{1},\ldots ,f_{n})\,df_{n}}
也就是说，这是一个直接定义在干扰随机变量上的条件概率。 （注意这里各随机变量的顺序不重要）
该公式名称来自数学家西德尼·查普曼和安德雷·柯尔莫哥洛夫。

## 特化为马尔可夫链
如果随机过程特定为马尔可夫链，查普曼-科尔莫戈罗夫等式就是关于转移概率的公式。在马尔可夫链中，随机变量在一个按时间排序的数组{\displaystyle i_{1}<\ldots <i_{n}}中。按马尔可夫性质（无记忆性质）, 
{\displaystyle p_{i_{1},\ldots ,i_{n}}(f_{1},\ldots ,f_{n})=p_{i_{1}}(f_{1})p_{i_{2};i_{1}}(f_{2}\mid f_{1})\cdots p_{i_{n};i_{n-1}}(f_{n}{\mid }f_{n-1}),}
（其中条件概率{\displaystyle p_{i;j}(f_{i}{\mid }f_{j})}是{\displaystyle i>j}时间的转移概率。查普曼-科尔莫戈罗夫等式简化为：
{\displaystyle p_{i_{3};i_{1}}(f_{3}{\mid }f_{1})=\int _{-\infty }^{\infty }p_{i_{3};i_{2}}(f_{3}\mid f_{2})p_{i_{2};i_{1}}(f_{2}\mid f_{1})df_{2}.}
如果马尔可夫链的状态空间的概率分布是离散的，查普曼-科尔莫戈罗夫等式可表示为（可到无穷维的）矩阵相乘：
{\displaystyle P(t+s)=P(t)P(s)\,}
（其中{\displaystyle P(t)}是转移矩阵，{\displaystyle X_{t}}是t时间的系统状态），则对于系统状态空间中的任意两个点i和j：
{\displaystyle P_{ij}(t)=P(X_{t}=j\mid X_{0}=i).}